# Raúl Adolfo Pérez
Raúl Adolfo Pérez Vanini (ur. 11 listopada 1939 w Buenos Aires, zm. 26 kwietnia 2014) – argentyński piłkarz, grający podczas kariery na pozycji pomocnika.

## Kariera klubowa
Raúl Adolfo Pérez przez większość kariery występował w stołecznym Boca Juniors i All Boys. Z Boca Juniors trzykrotnie zdobył mistrzostwo Argentyny w 1962, 1964 i 1965. W 1966 przeszedł do drugoligowego Deportivo Español. Z Deportivo Español awansował do pierwszej ligi, by po roku z niej spaść. W lidze argentyńskiej rozegrał 65 meczów, w których zdobył 8 bramek.

## Kariera reprezentacyjna
Pérez występował w olimpijskiej reprezentacji Argentyny. W 1959 uczestniczył w Igrzyskach Panamerykańskich, na których Argentyna zdobyła złoty medal. Na turnieju w Chicago Saldías wystąpił w meczach z USA, Meksykiem (bramka), Haiti, Kostaryką, Kubą i Brazylią. W 1960 uczestniczył w Igrzyskach Olimpijskich. Na turnieju w Rzymie wystąpił we wszystkich trzech meczach z Danią, Tunezją i Polską (bramka).